# ヤースナヤ・ポリャーナ号
ヤースナヤ・ポリャーナ号は、ロシアの首都モスクワ - トゥーラ州チェルニ(ru) 間を結んでいた急行列車である。

## 概要
モスクワの主要ターミナルのひとつクールスキー駅からヤースナヤ・ポリャーナ駅を経由してチェルニ駅に至る区間を走っていた急行列車。土・日のみ運行されており、午前中に下り列車（チェルニ駅行き）、夕方から夜にかけて上り列車（クールスク駅行き）が走っていた。走行する区間は全てロシア鉄道モスクワ鉄道支社の管轄域内である。
クールスキー駅からヤースナヤ・ポリャーナ駅までの所要時間は3時間程であった。ヤースナヤ・ポリャーナ駅はレフ・トルストイ（以下、「トルストイ」と記す）の旧宅・ヤースナヤ・ポリャーナの最寄り駅である。
車内にはトルストイの格言や写真が飾ってあったり、トルストイの映画が上映されていたりする。また、サモワールで温かい紅茶も飲むこともできる。
当列車の乗客にはヤースナヤ・ポリャーナへの観光客ばかりではなく、一般利用客も数多く存在していた。
2012年4月現在、ヤースナヤ・ポリャーナ号は運行されていない。

## 停車駅
クールスキー駅 - モスコフスキー駅 (トゥーラ)(ru)  - ヤースナヤ・ポリャーナ駅 - チェルニ(ru)